# Louis Carton

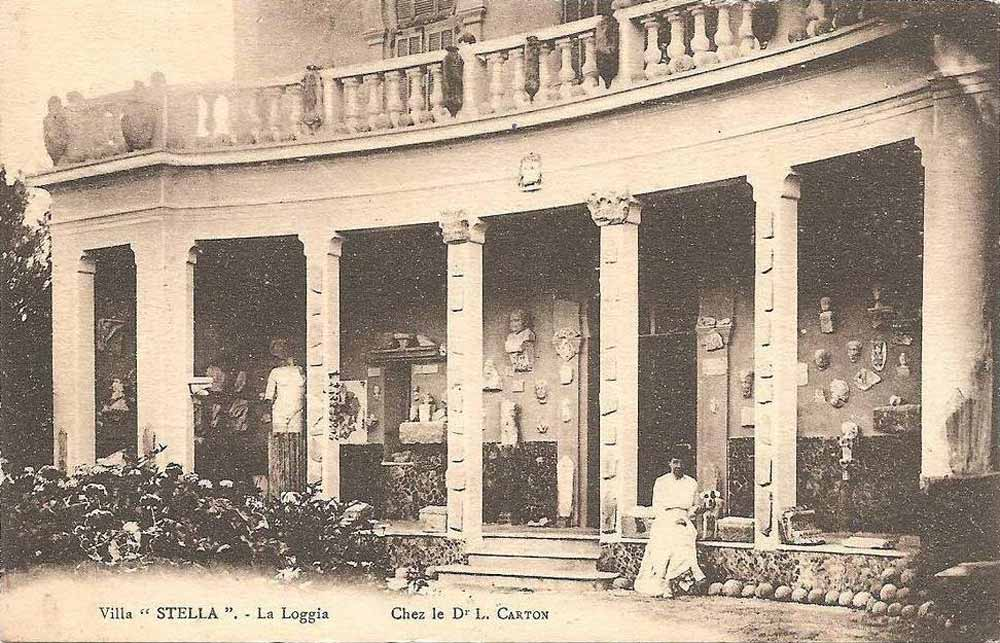
Die Villa Stella von Louis Carton in Khereddine bei La Goulette

Louis Carton (* 16. Juni 1861 in Saint-Omer; † 23. Dezember 1924 in Paris) war ein französischer Arzt und Archäologe, der in Tunesien tätig war.
Louis Carton studierte  nach dem Besuch des Lycée in Lille an der dortigen Universität Medizin und erwarb 1883 den Doktorgrad. Anschließend trat er als Militärarzt in die französische Armee ein und wurde 1886 nach Tunesien versetzt. Hier entwickelte er neben seiner Tätigkeit als Arzt ein starkes Interesse an Archäologie. Er war zunächst in Gabès eingesetzt, seit 1888 in Souk-el-Arba. Hier begann er mit der Erforschung von Bulla Regia. Seit 1891 in Téboursouk stationiert, wandte er sich der archäologischen Untersuchung von Thugga zu. Kurzzeitig nach Frankreich zurückgekehrt, war er seit 1902 in Sousse eingesetzt, wo er sich erneut seinen archäologischen Interessen zuwandte. Er gründete die Société archéologique de Sousse, untersuchte die Katakomben des antiken Hadrumetum und das Heiligtum der Tanit in El-Kenissia. 1904 zog er nach La Goulette, einem Vorort von Tunis, von wo aus er sich ganz archäologischen Forschungen in Karthago widmete.
1901 wurde er Ritter der Ehrenlegion, 1918 Offizier der Ehrenlegion, 1910 korrespondierendes Mitglied der Académie des Inscriptions et Belles-Lettres.